# 二子山公園 (春日井市)
二子山公園（ふたごやまこうえん）とは、愛知県春日井市の南西部に位置する地区公園。

## 概要
国指定の史跡である味美二子山古墳をはじめ、味美古墳群の御旅所古墳が位置し、隣接する白山神社には味美白山神社古墳が存在する。歴史公園のため公園内には教育施設であるハニワの館が存在する。また、2007年（平成19年）に都市公園法施行50周年記念事業実行委員会が制定した日本の歴史公園100選に選定されている。

## 沿革
- 2007年（平成19年） - 日本の歴史公園100選に選定される[1]。

## 施設
- ハニワの館 - 円墳をイメージして作られた味美古墳群に関する教育施設。展示ホールでは出土品を展示する[2]。
- 味美二子山古墳 - 国指定史跡
- 御旅所古墳 - 愛知県指定史跡
- 春日井市二子学習等共用施設 - 二子山公園内にある施設

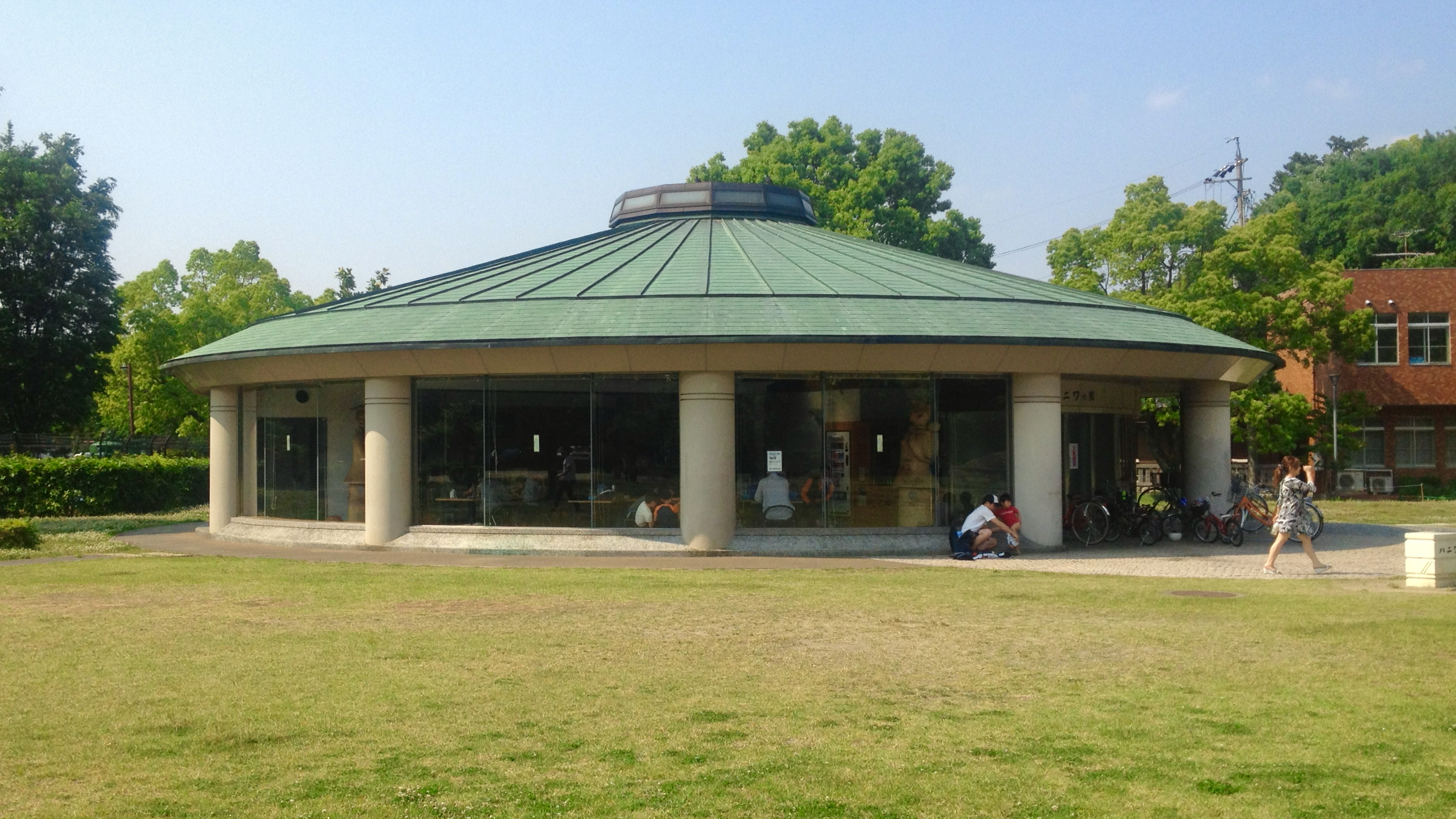
ハニワの館
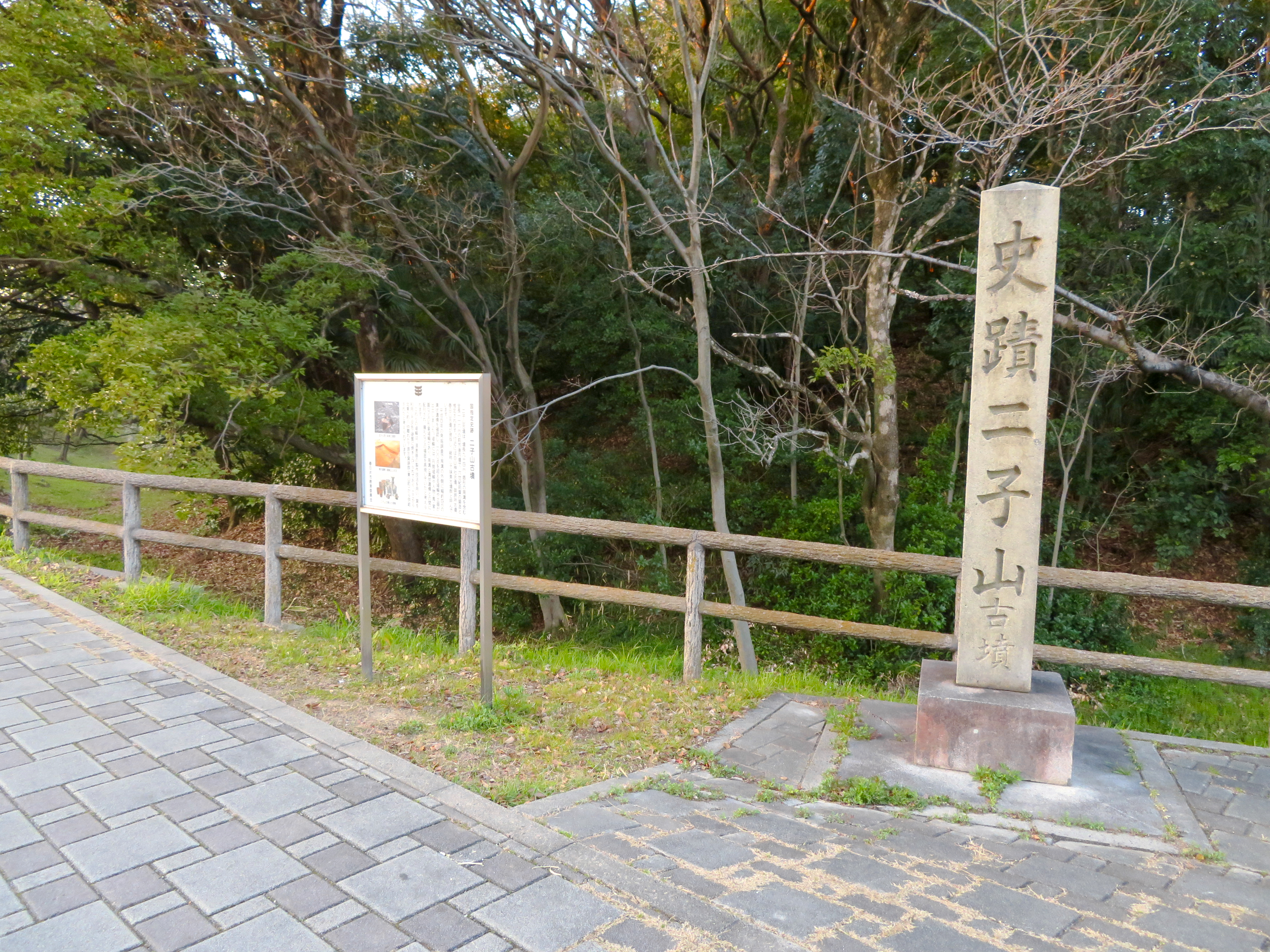
味美二子山古墳
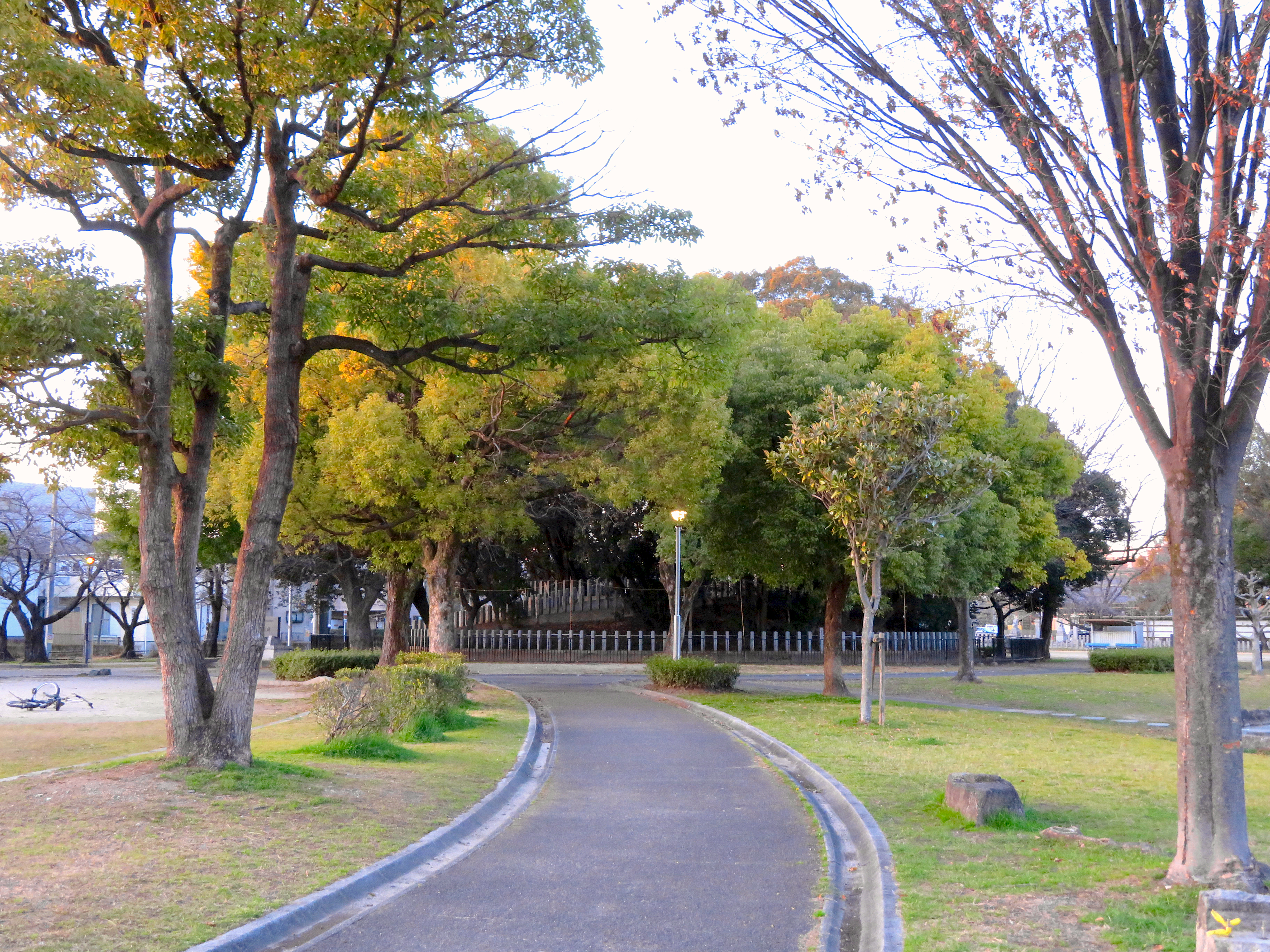
御旅所古墳
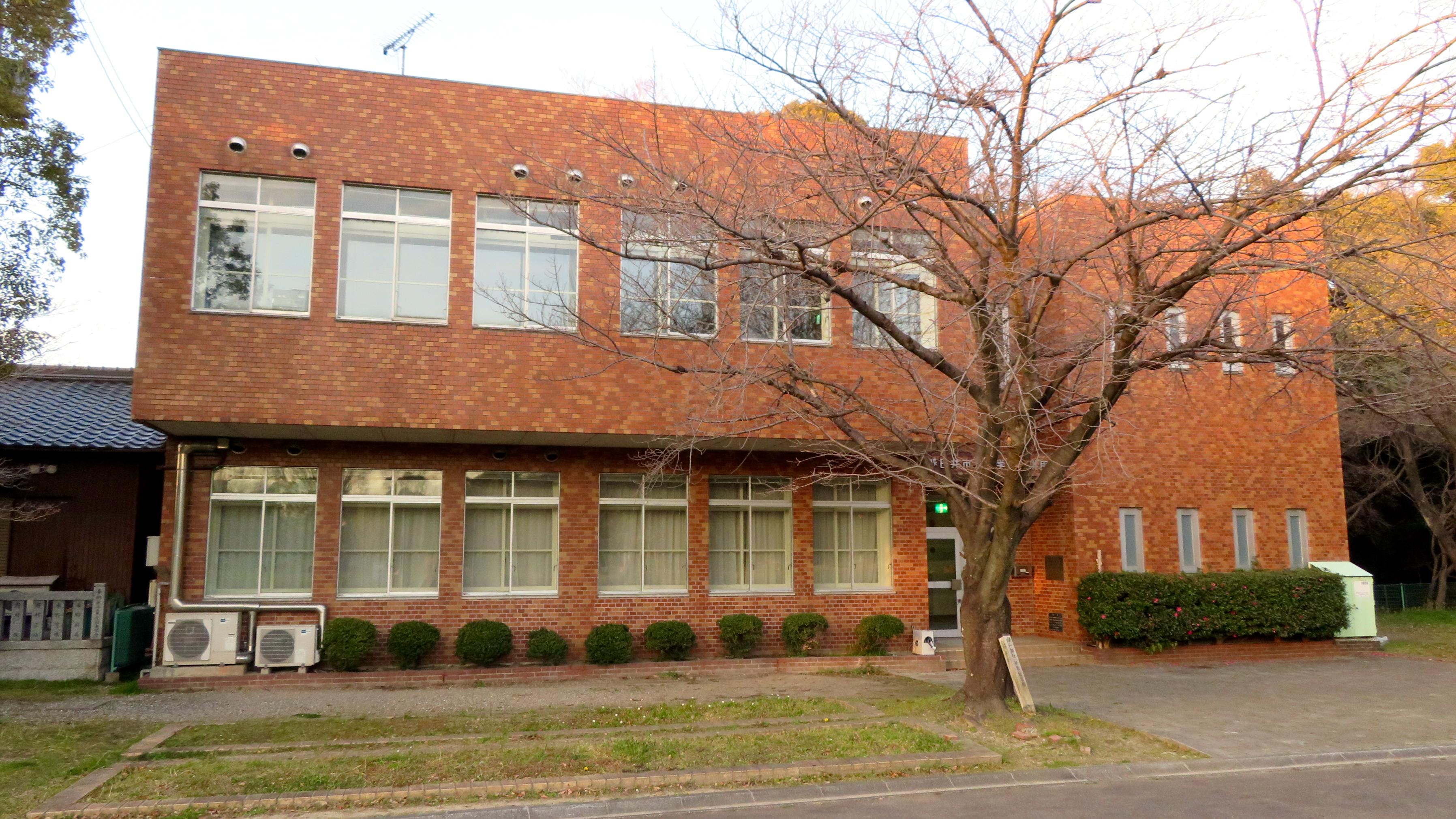
春日井市二子学習等共用施設

## イベント
ハニワまつり
秋に行われる祭で、1991年（平成3年）から行われている。古墳時代の頃には下原古窯跡群で焼かれた埴輪が、生地川や八田川を経由して味美二子山古墳などへと運ばれており、遺跡や文化財への理解や関心を深めてもらうことを目的としている。

## アクセス
- 名鉄小牧線 - 味鋺駅から徒歩で約10分。
- JR東海交通事業城北線 - 味美駅から徒歩で約10分。
- かすがいシティバス - 「二子山公園」停留所前下車。